# Greg Brunner
Greg Thomas Brunner (* 15. Juni 1983 in Charles City, Iowa) ist ein ehemaliger US-amerikanisch-schweizerischer Basketballspieler. Seit dem Ende seiner Spielerkarriere arbeitet er in seiner Heimat Iowa als Finanzberater.

## Karriere
Brunner wuchs im US-Bundesstaat Iowa auf und spielte Basketball an der Charles City Highschool in seiner Heimatstadt. Zwischen 2002 und 2006 trug er das Trikot der University of Iowa. In seiner letzten Saison an der Hochschule (2005/06) gewann die Mannschaft die Meisterschaft in der Big-Ten-Conference. Im selben Jahr wurde Brunner in die Big-Ten-Mannschaft des Jahres berufen und erhielt die Ehrenmedaille der Liga.
Anschließend schlug er eine Profilaufbahn ein und spielte 2006 in einer Sommerliga in Las Vegas für die Minnesota Timberwolves, konnte sich aber nicht für einen Vertrag bei dem NBA-Verein empfehlen.
Seine ersten beiden Profijahre verbrachte Brunner in Belgien, wo er für die Erstligisten Verviers-Pepinster (Saison 2006/07) und BC Oostende (2007/08) auflief. Mit Oostende gewann er den belgischen Pokalwettbewerb.
In der Saison 2008/09 spielte Brunner zunächst kurzzeitig für den israelischen Erstligisten Ironi Nahariya und wechselte im Dezember 2008 zur italienischen Serie-A-Mannschaft Angelico Biella. In den folgenden Jahren stand er bei verschiedenen weiteren italienischen Erstligisten unter Vertrag, und zwar Sigma Coatings Montegranaro, Benetton Treviso, Bennet Cantu und Grissin Bon Reggio Emila.
In Cantu gab Brunner 2012 auch sein Debüt in der Euroleague. 2014 gewann er mit Grissin Bon Reggio Emila den Europapokal „EuroChallenge“.
Nach der Saison 2013/14 beendete er seine Spielerlaufbahn und kehrte in seine Heimat Iowa zurück.

## Nationalmannschaft
2010 wurde er erstmals in die Schweizer Nationalmannschaft berufen.

## Persönliches
Teile von Brunners Familie stammen aus Grabs im Kanton St. Gallen.